# اچ‌ام‌اس ولیانت (۱۷۵۹)
اچ‌ام‌اس ولیانت (۱۷۵۹) (به انگلیسی: HMS Valiant (1759)) یک کشتی بود که طول آن ۱۷۲ فوت (۵۲ متر) بود. این کشتی در سال ۱۷۵۹ ساخته شد.